# Goritsy (raïon de Kirillov)
Goritsy (en russe : Горицы) est un village du raïon de Kirillov dans l'oblast de Vologda, en Russie.

## Géographie
Situé à 130 km au nord-ouest de la ville de Vologda et à 7 km de la ville de Kirillov, le village borde la rivière Cheksna, affluent en rive gauche de la Volga. Goritsy est le centre administratif de la colonie rurale de Goritsky. Le village compte 1 362 habitants

## Histoire
Les résidents locaux prononcent le nom du village Goritsy, et également Goritsa. Ce nom est associé à une abondance de montagnes dans les environs du bourg.
Son histoire est intimement liée à celle du monastère de la Résurrection fondé en 1544.
Pendant la Seconde Guerre mondiale, des pieux antichars ont été installés dans le village, bien que  la ligne de front se soit arrêtée à 200 km au nord-ouest. A la fin de la guerre, une maison pour handicapés a été ouverte sur le territoire du monastère.

Quelques vues du village
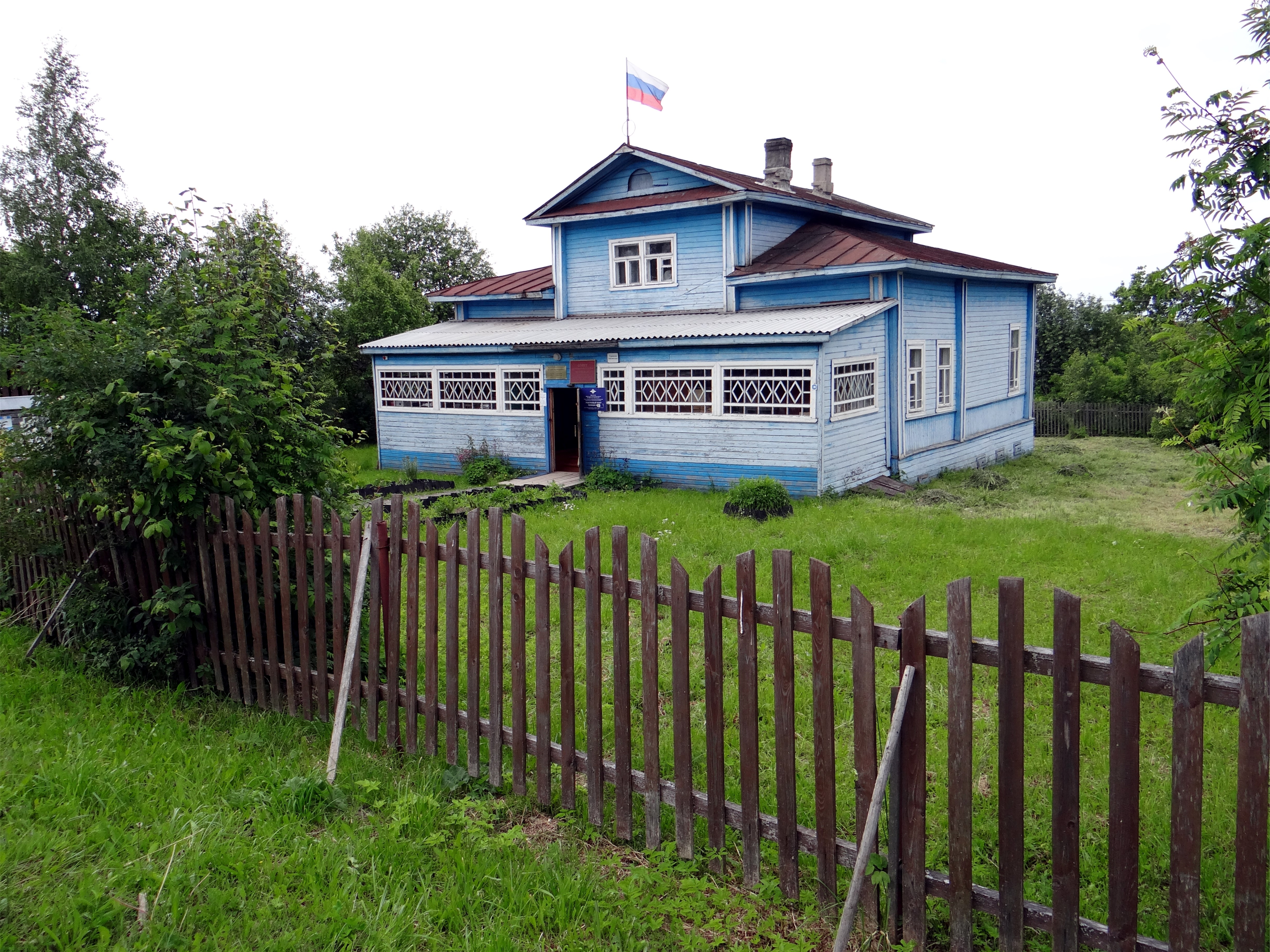
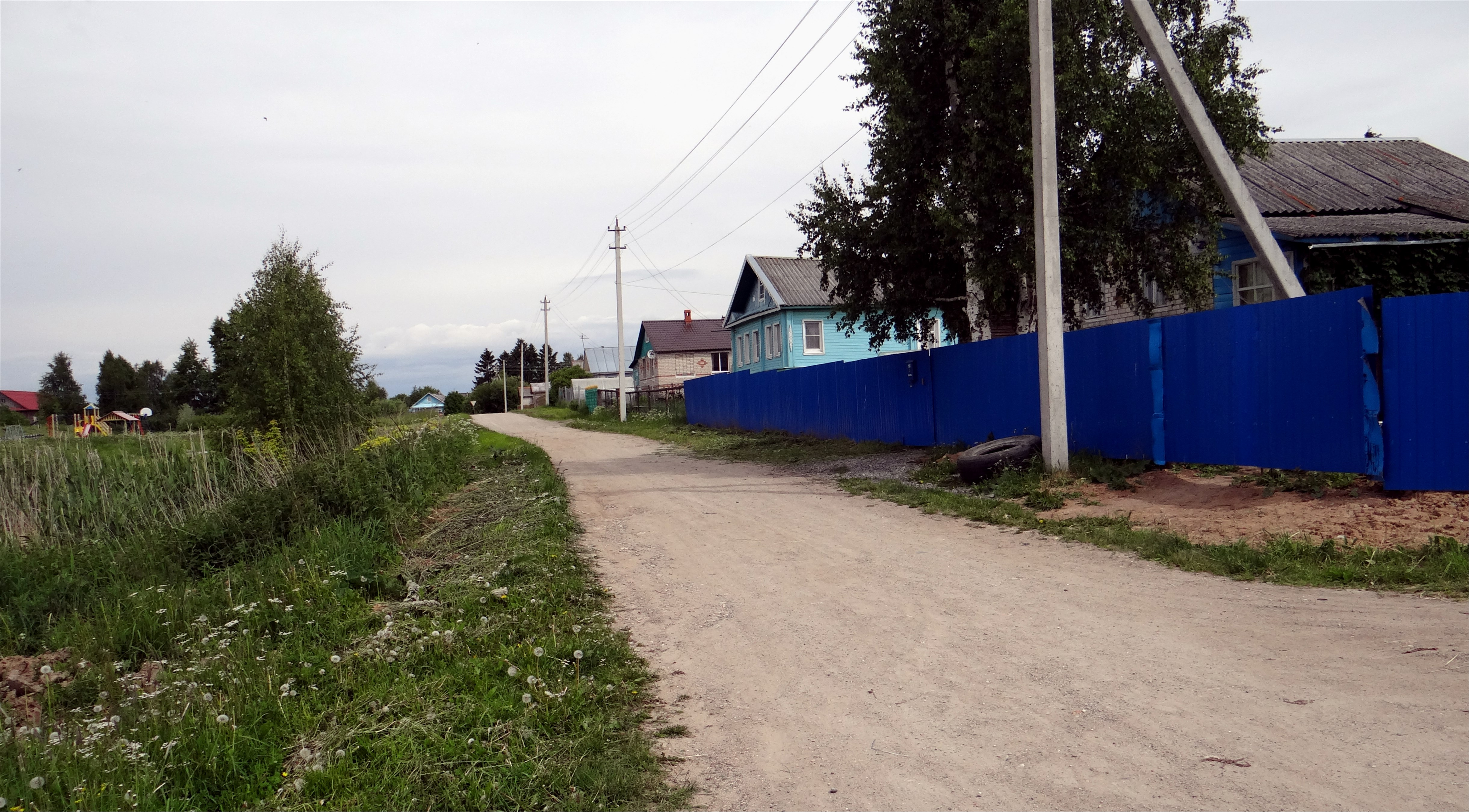
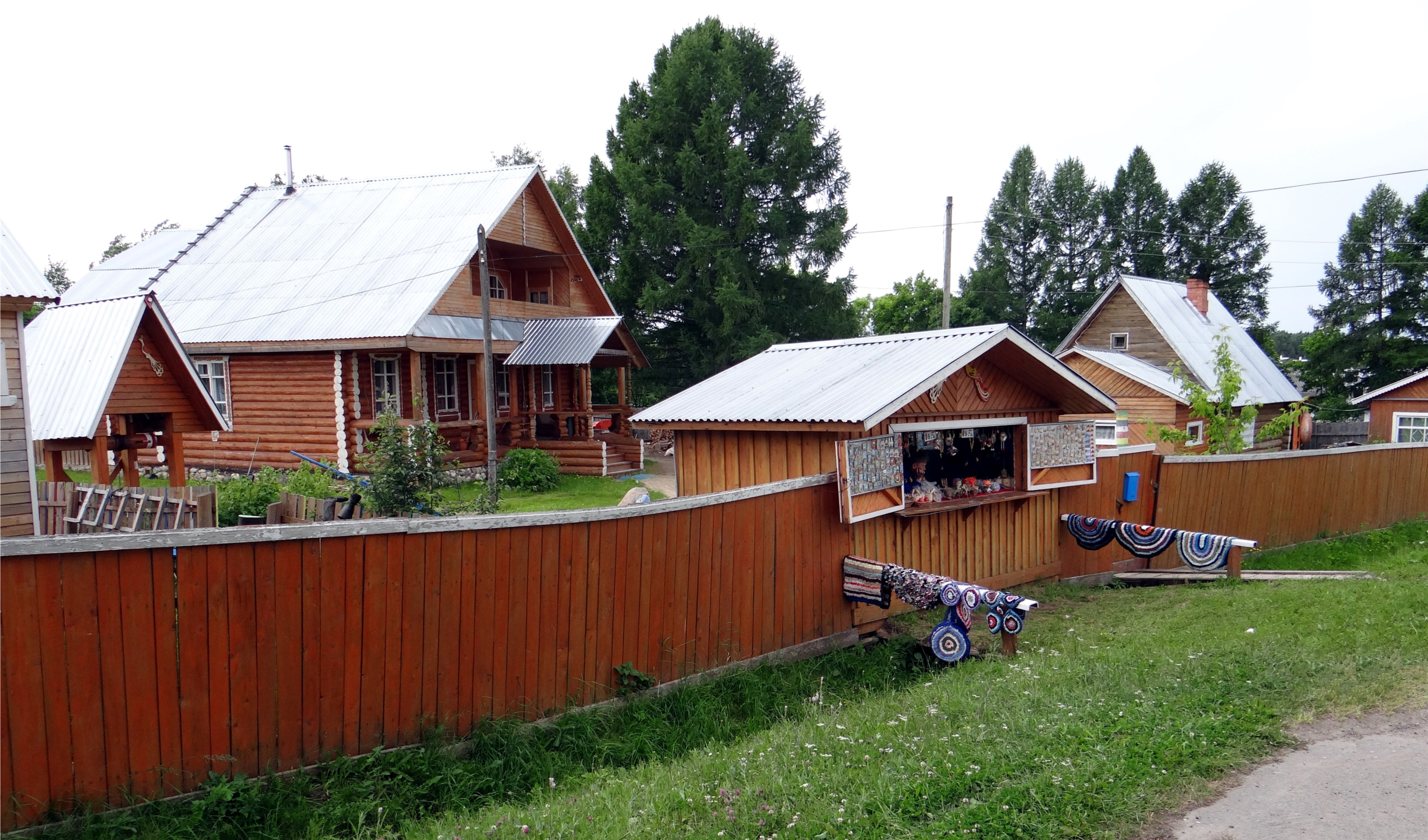
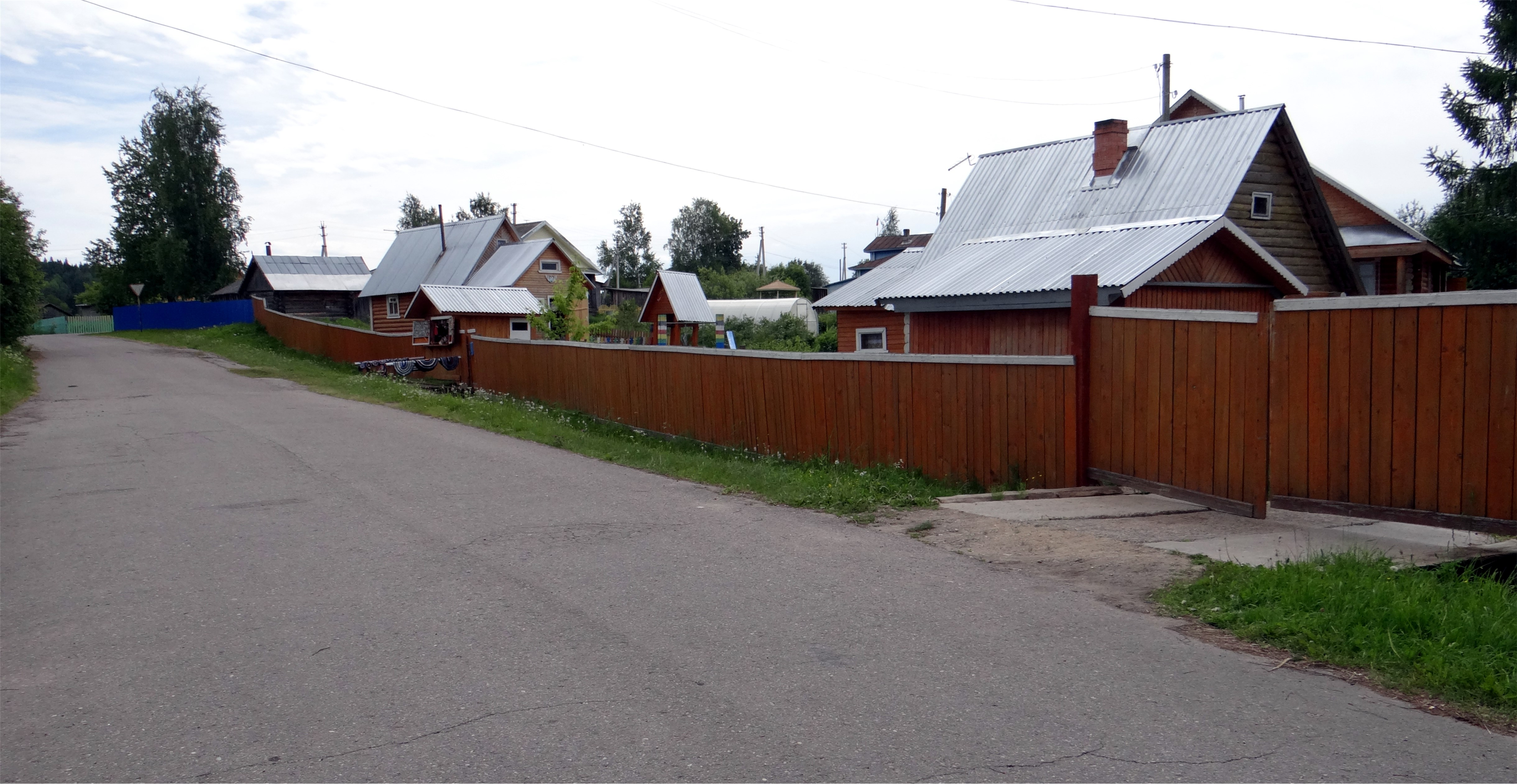

## Monastères
Trois monastères fortifiés se situent à proximité du village :
- le monastère de Ferapontov à environ 20 km au nord-est ;
- le monastère de Kirillo-Belozersky à Kirillov ;
- le monastère de la Résurrection de Goritsy .